# Diocese de Cuautitlán
A Diocese de Cuautitlán (em latim: Dioecesis Cuautitlanensis) é uma diocese da Igreja Católica localizada no município de Cuautitlán, no estado do México, pertencente a Arquidiocese de Tlalnepantla no México. Foi fundada em 5 de fevereiro de 1979 pelo Papa João Paulo II. Com uma população católica de 1.296.000 habitantes, sendo 74,9% da população total, possui 85 paróquias com dados de 2021.

## História
Em 5 de fevereiro de 1979 o Papa João Paulo II cria a Diocese de Cuautitlán através dos territórios da Diocese de Tlalnepantla e da Diocese de Texcoco. Em 1984 a Diocese de Cuautitlán juntamente com a Diocese de Toluca perdem território para a formação da Diocese de Atlacomulco. Em 1989 a Diocese de Cuautitlán tem sua província eclesiástica alterada, passando do México para Tlalnepantla. Em 2014 a diocese perde território para a formação da Diocese de Izcalli.

## Lista de bispos
A seguir uma lista de bispos desde a criação da diocese em 1979.
|                      | Nome                      | Período              | Notas                |
| Bispos de Cuautitlán | Bispos de Cuautitlán      | Bispos de Cuautitlán | Bispos de Cuautitlán |
| -------------------- | ------------------------- | -------------------- | -------------------- |
| 3º                   | Efraín Mendoza Cruz       | 2022 - atual         |                      |
| 2º                   | Guillermo Ortiz Mondragón | 2005 - 2021          | Faleceu no cargo     |
| 1º                   | Manuel Samaniego Barriga  | 1979 - 2005          | Faleceu no cargo     |